# Хрватски ентитет у Босни и Херцеговини
Хрватски ентитет, или Хрватска федерална јединица, такође неформално познат и као „Трећи ентитет”, предложена је административна јединица Босне и Херцеговине. Пошто је земља подијељена на два ентитета, већинско српску Републику Српску и већинско бошњачку Федерацију Босне и Херцеговине, Хрвати, као један од три равноправна конститутивна народа, периодично су предлагали стварање симетричне већинско хрватске територијалне јединице као начин да остваре своју равноправност, онемогуће политичку блокаду и смање превелику администрацију.